# Anthrenus solskianus
Anthrenus solskianus is een keversoort uit de familie spektorren (Dermestidae). De wetenschappelijke naam van de soort werd in 1974 gepubliceerd door Sokolov.